# 瓦爾特斯維爾

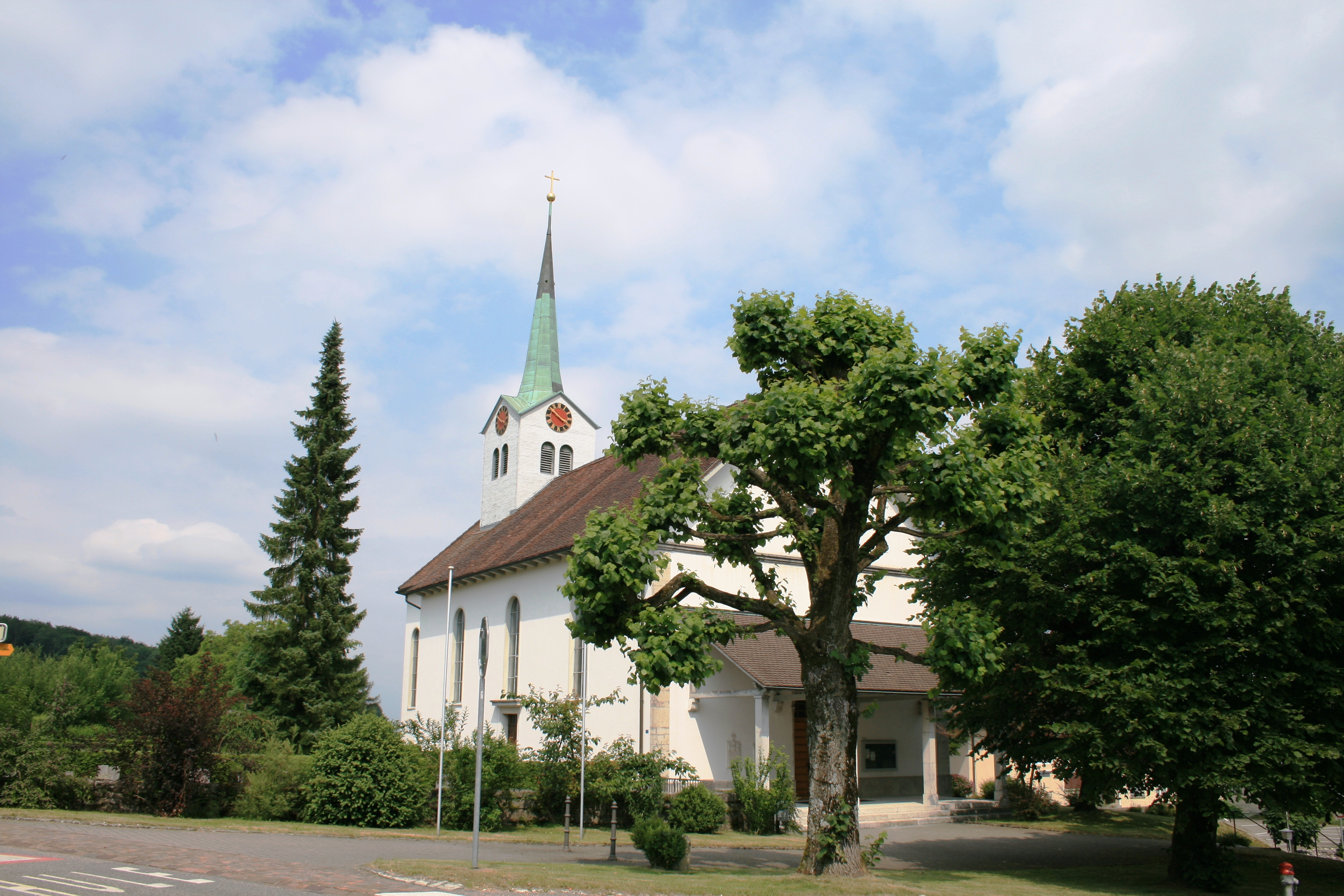

瓦爾特斯維爾是瑞士的城鎮，位於該國北部，由索洛圖恩州負責管轄，面積4.48平方公里，海拔高度465米，2012年人口710，四成人口信奉基督教，人口密度每平方公里158人。

## 外部連結
- Official website （页面存档备份，存于） （德文）